# Арнштам, Игорь Александрович
И́горь Алекса́ндрович Арншта́м (4 апреля 1911 — 1993) — немецкий, французский художник, иллюстратор.

## Биография
Игорь Арнштам родился 4 апреля 1911 года в семье художника Александра Арнштама и его жены Розы Мордухович; был вторым из трёх сыновей. Десятилетним ребёнком в 1921 году был вывезен семьёй в Берлин.
Работал в мастерской афиш Ландвермана. В 1937 году с резкой активизацией в Германии национал-социалистов перебрался в Париж. Помогал отцу в работе над киноафишами.
После Второй мировой войны работал в парижском издательстве Alcatia, оформлял детские книги серии Signe de piste («Книга в картинках»). В 1949 году сделал иллюстрации для книги Paris tel qu’on l’aime («Париж, каким мы его любим»).
Умер в 1993 году, в один год со старшим братом Жоржем.

## Семья
- Отец — Александр Мартынович Арнштам (1880—1969), российский, советский, немецкий, французский художник[1].
- Мать — Роза Адольфовна Мордухович (1882—1956)[1].
  - Старший брат — Жорж (Георгий Александрович) Арнштам (1907—1993), французский монтажёр кино[1].
  - Младший брат — Кирилл Александрович Арнштам (1919—2020), французский художник[1].